# Генеральная ассамблея Иллинойса
Генера́льная ассамбле́я Иллино́йса (англ. Illinois General Assembly) — законодательное собрание штата Иллинойс, США. Состоит из двух палат: нижней — Палата представителей Иллинойса и верхней — Сенат Иллинойса. Ассамблея создана первой конституцией Иллинойса, принятой в 1818 году. Обладает правом отмены вето, наложенного губернатором, для чего требуется 3/5 голосов обеих палат. Штат разделён на 59 избирательных округов, каждый из которых начиная с 1980 года представлен двумя представителями и одним сенатором. Текущая сессия Генеральной ассамблеи 97-я по счёту.
Собрания Генеральной ассамблеи проходят в капитолии штата Иллинойс в Спрингфилде. Первый официальный рабочий день новой сессии назначен на второй понедельник января. Основными обязанностями являются принятие законопроектов, утверждение бюджета штата, подтверждение назначений на главные должности в агентства и департаменты штата, обработка федеральных конституционных поправок и предложение изменений конституции Иллинойса.

## Выборы
Все члены Палаты представителей избираются на двухлетний срок без ограничений на количество сроков.
По конституции 1970 года, чтобы избежать одновременной смены всех членов Сената, выборы проходят в шахматном порядке. Некоторые сенаторы от округов избираются на двухлетний срок, а другие на четырёхлетний. Сенат разделён на три группы, двухлетний срок в этой группе варьируется от одного округа к другому в порядке 2-4-4, 4-2-4 или 4-4-2. Как и в Палате представителей, ограничений по количеству сроков нет.
Членом в одну из палат может стать любой гражданин США в возрасте 21 года и старше, проживший предыдущие два года (до выборов) в округе, который он представляет.